# Dorel Cristudor
Dorel Cristudor (n. 11 aprilie 1954, Câmpulung, Argeș, România) este un fost bober și atlet român.

## Carieră
Sportivul a absolvit liceul cu profil de educație fizică din Câmpulung. S-a apucat mai întâi de atletism, specializându-se în probele de sprint. În anul 1973 a ocupat locul opt la Campionatul European în sală la 60 m și a participat la Campionatul European de Juniori de la Duisburg. La Campionatul European în sală din 1974 s-a clasat pe locul 12.
Timpul său de 6,78 s la 60 m de la Campionatul European în sală din 1973 este recordul național de juniori.
Apoi el s-a dedicat bobului. În 1978 a participat la Campionatul Mondial de la Lake Placid. Fiind împingător s-a clasat pe locul opt în proba de bob de 4 persoane, alături de Dragoș Panaitescu, Mihai Nicolau și 
Gheorghe Lixandru. Anul următor, la Campionatul Mondial de la Königssee, românii s-au clasat din nou pe locul opt. În anul 1980 a participat la Jocurile Olimpice de la Lake Placid unde echipa României (Dragoș Panaitescu, Dorel Cristudor, Sandu Mitrofan, Gheorghe Lixandru) a obținut iarăși locul opt. La Jocurile Olimpice de iarnă din 1984 a fost portdrapelul delegației României.
După retragere sa din activitate Dorel Cristudor a fost antrenor la Brașov.

## Realizări

### Atletism
| An   | Competiție                               | Locație            | Loc | Eveniment | Note  |
| ---- | ---------------------------------------- | ------------------ | --- | --------- | ----- |
| 1973 | Campionatul European în sală             | Rotterdam, Olanda  | 8   | 60 m      | 6,78  |
| 1973 | Campionatul European de Juniori (sub 20) | Duisburg, Germania | 15  | 100 m     | 10,74 |
| 1973 | Campionatul European de Juniori (sub 20) | Duisburg, Germania | 10  | 200 m     | 21,85 |
| 1974 | Campionatul European în sală             | Göteborg, Suedia   | 12  | 60 m      | 6,74  |

### Bob
| An   | Competiție          | Locație                    | Loc | Note  |
| ---- | ------------------- | -------------------------- | --- | ----- |
| 1978 | Campionatul Mondial | Lake Placid, Statele Unite | 8   | bob-4 |
| 1979 | Campionatul Mondial | Königssee, Germania        | 8   | bob-4 |
| 1980 | Jocurile Olimpice   | Lake Placid, Statele Unite | 8   | bob-4 |